# Magnetic Fields (album)
A Magnetic Fields (franciául: Les Chants Magnétiques) Jean-Michel Jarre 1981-ben megjelent, ötödik nagylemeze. Ez Jarre első albuma, amelyen analóg és digitális szintetizátorok is megszólalnak, a csak analóg hangszerekkel készült Oxygène (1976) és Équinoxe (1978) után. A hosszú (majdnem 18 perces) első szám három mozzanatra oszlik, melyből a másodikban hallható minták majd megismétlődnek a Zoolook (1984) című lemezén.

## A cím
A francia cím, a Les Chants Magnétiques egy szójátékon alapul. Jelentése: mágneses dalok. A Les Champs magnétiques pedig mágneses mezőket jelent. Mivel a franciában a Chants és a Champs szavak homofóniák így jöhetett létre a szójáték. Mivel ennek a szójátéknak az angol nyelvben nincs értelme, a másik hivatalos cím a Magnetic Fields lett.

## Számlista
1. Magnetic Fields Part 1 – 17:57
2. Magnetic Fields Part 2 – 5:25
3. Magnetic Fields Part 3 – 2:55
4. Magnetic Fields Part 4 – 6:13
5. Magnetic Fields Part 5 – 3:31